# Вольная борьба на летних Олимпийских играх 1936 — до 66 кг
Соревнования по вольной борьбе в рамках Олимпийских игр 1936 года в лёгком весе (до 66 килограммов) прошли в Берлине с 2 по 5 августа 1936 года в «Германском Зале». 
Турнир проводился по системе с начислением штрафных баллов. За чистую победу штрафные баллы не начислялись, за победу по очкам борец получал один штрафной балл, за поражение по очкам со счётом 2-1 два штрафных балла, за поражение со счётом 3-0 или чистое поражение — три штрафных балла. Борец, набравший пять штрафных баллов, из турнира выбывал. Тот круг, в котором число оставшихся борцов становилось меньше или равно количеству призовых мест, объявлялся финальным, и борцы, вышедшие в финал, проводили встречи между собой. В случае, если они уже встречались в предварительных встречах, такие результаты зачитывались. Схватка по регламенту турнира продолжалась 15 минут.
В лёгком весе боролись 17 участников. Было три явных претендента на золотую медаль Олимпийских игр: серебряный призёр предыдущих игр Карой Карпати, серебряный призёр предыдущих игр в полулёгком весе Вольфганг Эрль и чемпион предыдущих игр в полулёгком весе Херманни Пихлаямяки. Все эти борцы добрались до пятого круга с шансами на призовые места. Всё решила встреча пятого круга между Карпати и Эрлем, где в тяжёлой схватке судьи раздельным решением отдали победу Карпати. Поскольку Карпати к тому времени уже победил Пихлаямяки, в финале решалась лишь судьба «серебра» между Эрлем и Пихлаямяки, где чистую победу одержал немецкий борец. 

## Призовые места
- Карой Карпати
- Вольфганг Эрль
- Херманни Пихлаямяки

## Первый круг
| Штрафных баллов | Участник 1          | Результат    | Участник 2     | Штрафных баллов |
| --------------- | ------------------- | ------------ | -------------- | --------------- |
| 0               | Эити Казама         | Туше (14:30) | Вацлав Брдек   | 3               |
| 1               | Вольфганг Эрль      | 3-0          | Готтфрид Арн   | 3               |
| 1               | Док Стронг          | 2-1          | Садик Соганчи  | 2               |
| 0               | Йоте Мелин          | Туше (1:18)  | Артур Томпсон  | 3               |
| 0               | Херманни Пихлаямяки | Туше (5:35)  | Жан Лалеман    | 3               |
| 1               | Париде Романьоли    | 3-0          | Дик Гаррард    | 3               |
| 1               | Карой Карпати       | 3-0          | Шарль Дельпорт | 3               |
| 0               | Эге Мейер           | Туше (7:14)  | Хови Томас     | 3               |
| 0               | Адальберт Тоотс     | Пропускал    |                |                 |

## Второй круг
| Штрафных баллов | Участник 1          | Результат   | Участник 2      | Штрафных баллов |
| --------------- | ------------------- | ----------- | --------------- | --------------- |
| 1               | Эити Казама         | 3-0         | Адальберт Тоотс | 3               |
| 1               | Вольфганг Эрль      | Туше (2:04) | Вацлав Брдек    | 6               |
| 2               | Док Стронг          | 3-0         | Готтфрид Арн    | 6               |
| 3               | Садик Соганчи       | 3-0         | Йоте Мелин      | 3               |
| 1               | Херманни Пихлаямяки | 3-0         | Артур Томпсон   | 6               |
| 1               | Париде Романьоли    | Туше (3:04) | Жан Лалеман     | 6               |
| 1               | Карой Карпати       | Туше (2:45) | Дик Гаррард     | 6               |
| 3               | Шарль Дельпорт      | Туше (2:48) | Эге Мейер       | 3               |
| 3               | Хови Томас          | Пропускал   |                 |                 |

## Третий круг
| Штрафных баллов | Участник 1          | Результат   | Участник 2       | Штрафных баллов |
| --------------- | ------------------- | ----------- | ---------------- | --------------- |
| 4               | Адальберт Тоотс     | 3-0         | Хови Томас       | 6               |
| 1               | Вольфганг Эрль      | Туше (2:25) | Эити Казама      | 4               |
| 3               | Док Стронг          | 3-0         | Йоте Мелин       | 6               |
| 1               | Херманни Пихлаямяки | Туше (5:25) | Садик Соганчи    | 6               |
| 2               | Карой Карпати       | 3-0         | Париде Романьоли | 4               |
| 3               | Шарль Дельпорт      | Неявка      | Эге Мейер        | 6               |

## Четвёртый круг
| Штрафных баллов | Участник 1     | Результат        | Участник 2          | Штрафных баллов |
| --------------- | -------------- | ---------------- | ------------------- | --------------- |
| 3               | Шарль Дельпорт | Травма соперника | Адальберт Тоотс     | 7               |
| 5               | Эити Казама    | 2-1              | Док Стронг          | 5               |
| 2               | Вольфганг Эрль | 3-0              | Париде Романьоли    | 7               |
| 2               | Карой Карпати  | Туше (9:20)      | Херманни Пихлаямяки | 4               |

## Пятый круг
| Штрафных баллов | Участник 1          | Результат   | Участник 2     | Штрафных баллов |
| --------------- | ------------------- | ----------- | -------------- | --------------- |
| 4               | Херманни Пихлаямяки | Туше (2:50) | Шарль Дельпорт | 6               |
| 3               | Карой Карпати       | 2-1         | Вольфганг Эрль | 4               |

## Финал
| Штрафных баллов | Участник 1     | Результат   | Участник 2          | Штрафных баллов |
| --------------- | -------------- | ----------- | ------------------- | --------------- |
|                 | Вольфганг Эрль | Туше (2:50) | Херманни Пихлаямяки |                 |